# Departamento do Xerife do Condado de Los Angeles
O Departamento do Xerife do Condado de Los Angeles (LASD) é uma agência de aplicação da lei que atende o Condado de Los Angeles, Califórnia. É o maior departamento do xerife dos Estados Unidos e a terceira maior agência policial local dos Estados Unidos. Tem aproximadamente 18.000 funcionários, 9.915 xerifes-adjuntos juramentados e 9.244 membros não juramentados. Às vezes, é confundido com o Departamento de Polícia de Los Angeles, de nome semelhante, mas separado, que fornece serviços de polícia cidade de Los Angeles, que é a sede do condado, embora ambos os departamentos tenham suas sedes no centro de Los Angeles.
As três principais responsabilidades do departamento são fornecer serviços policiais municipais no Condado de Los Angeles, segurança do para o Tribunal Superior do Condado de Los Angeles e serviços de reclusão e transporte de presos dentro do sistema prisional do condado. O departamento também fornece serviços policiais para comunidades não incorporadas e 42 das 88 cidades do condado. Além de suas responsabilidades principais, possui contratos com a Autoridade de Transporte Metropolitano de Los Angeles e a Metrolink.
O Departamento tem um histórico de discriminação racial, brutalidade policial, corrupção policial e outras condutas impróprias.

## História
O Departamento do Xerife do Condado de Los Angeles, fundado em 1850, foi a primeira força policial profissional na área de Los Angeles. O Los Angeles Rangers, formado exclusivamente por voluntários e específico para a Cidade de Los Angeles, foi formado em 1853 para auxiliar os xerifes. Eles logo foram sucedidos pelos Guardas da Cidade de Los Angeles, outro grupo de voluntários.
Em 15 de dezembro de 2009, o Conselho de Supervisores do Condado de Los Angeles votou para fundir o Escritório de Segurança Pública do Condado de Los Angeles com o Departamento do Xerife do Condado de Los Angeles. A fusão foi formalmente concretizada em 30 de junho de 2010.
Durante a pandemia da COVID-19, o departamento recusou-se a impor a obrigatoriedade do uso de máscaras. O Xerife, Alex Villanueva, também se recusou a impor uma exigência de vacinação para a equipe do departamento, afirmando que grande parte dos oficiais se recusariam a cumpri-la e que ele "perderia 5, 10% da força de trabalho da noite para o dia com a aplicação de um mandato de vacinação". Em novembro de 2021, Villanueva disse que apenas 42% da equipe do LASD foi vacinada contra a COVID-19.

## Sistema prisional do condado
A Cadeia do Condado de Los Angeles oferece serviços de encarceramento de curto prazo para todo o condado, incluindo Los Angeles, Glendale, Burbank e Long Beach, todos com seus próprios departamentos de polícia. A Prisão Central Masculina e a Penitenciária Twin Towers estão localizadas em um aglomerado denso próximo ao pátio ferroviário a nordeste da Union Station. O Centro Correcional do Condado de North é a maior das quatro unidades prisionais localizadas no Centro de Detenção Pitchess em Castaic, Califórnia. A Prisão Feminina do Condado de Los Angeles, está localizada em Lynwood, Califórnia.

## Contratos de Aplicação da lei

### Cidades
O Departamento do Xerife do Condado de Los Angeles firmou contratos com diversas cidades para atuar como agência de aplicação da lei. Quarenta e duas das oitenta e oito cidades do Condado de Los Angeles contratam o Departamento do Xerife para seus serviços completos de aplicação da lei a nível municipal.
Algumas das cidades com contratos mais recentes, como Santa Clarita e West Hollywood, nunca tiveram departamentos de polícia. Quando seus governos municipais foram fundados, eles assumiram o que antes eram terras não incorporadas e então transferiram suas responsabilidades policiais para o Xerife do condado. Como o departamento tinha subestações nessas áreas, o resultado foi a manutenção do status quo. 
Em contraste, Compton, Califórnia, já teve sua própria polícia, mas em 2000, o conselho municipal votou para dissolvê-la e contratar serviços policiais do condado. Compton tem sido por vezes notória pela violência de gangues, especialmente durante a sua história recente.
| Cidade                                   |
| ---------------------------------------- |
| Cidade de Agoura Hills                   |
| Cidade de Artesia                        |
| Cidade de Avalon (Santa Catalina Island) |
| Cidade de Bellflower                     |
| Cidade de Bradbury                       |
| Cidade de Calabasas                      |
| Cidade de Carson                         |
| Cidade de Cerritos                       |
| Cidade de Commerce                       |
| Cidade de Compton                        |
| Cidade de Cudahy                         |
| Cidade de Diamond Bar                    |
| Cidade de Duarte                         |
| Cidade de Hawaiian Gardens               |
| Cidade de Hidden Hills                   |
| Cidade de Industry                       |
| Cidade de La Canada Flintridge           |
| Cidade de La Habra Heights               |
| Cidade de Lakewood                       |
| Cidade de La Mirada                      |
| Cidade de Lancaster                      |
| Cidade de La Puente                      |
| Cidade de Lawndale                       |
| Cidade de Lomita                         |
| Cidade de Lynwood                        |
| Cidade de Malibu                         |
| Cidade de Maywood                        |
| Cidade de Norwalk                        |
| Cidade de Palmdale                       |
| Cidade de Paramount                      |
| Cidade de Pico Rivera                    |
| Cidade de Rancho Palos Verdes            |
| Cidade de Rolling Hills                  |
| Cidade deRolling Hills Estates           |
| Cidade de Rosemead                       |
| Cidade deSan Dimas                       |
| Cidade de Santa Clarita                  |
| Cidade de South El Monte                 |
| Cidade de Temple City                    |
| Cidade de Walnut                         |
| Cidade de West Hollywood                 |
| Cidade de Westlake Village               |

## Estrutura de hierarquia
A seguir está a estrutura de classificação usada pelo Departamento de Xerife do Condado de Los Angeles.
| Título                                      | Insígnia | Informação |
| ------------------------------------------- | -------- | --- |
| Xerife                                      |          | O xerife é o comandante do Departamento, eleito a cada quatro anos. |
| Subxerife                                   |          | O subxerife é o segundo em comando do Departamento. |
| Xerife Assistente                           |          | Há quatro xerifes assistentes: um responsável pelas operações de patrulha, um responsável pelas operações de custódia, um responsável pelas operações em todo o condado e um atuando como diretor financeiro e administrativo. |
| Chefe de Divisão                            |          | Os chefes de divisão são responsáveis por uma divisão dentro do Departamento, que pode fornecer serviços especializados (como a Divisão de Detetives) ou cobrir uma área geográfica (como a Divisão de Patrulha Norte).        |
| Comandante de Área                          |          | Os Comandantes de Área são responsáveis por uma Área, que normalmente abrange duas ou três Estações, ou também são responsáveis por um Comando.                                                                                |
| Capitão                                     |          | Os capitães são responsáveis por uma estação ou um escritório. |
| Tenente                                     |          | Os tenentes são responsáveis por um turno de patrulha ou atuam como oficiais de estado-maior. |
| Sargento                                    |          | Os sargentos são responsáveis por supervisionar os xerifes-adjuntos. |
| Xerife Adjunto de 1ª e 2ª Classes           |          | |
| Xerife Adjunto                              |          | |
| Trainee de xerife adjunto (não juramentado) |          | |

## Na cultura popular
- O Serviço de Emergência do Departamento do Xerife foi retratado na série de televisão fictícia 240-Robert, que foi ao ar de 1979 a 1981.

- O filme Dead Bang de 1989 é estrelado por Don Johnson como um detetive de homicídios do LASD.
- A série de TV de 2003-2004 10-8: Officers on Duty retratou um policial novato no LASD.
- O filme Den of Thieves de 2018 é estrelado por Gerard Butler como um policial do LASD.
- O videogame Grand Theft Auto 5 de 2013 apresenta o LASD como o Departamento do Xerife de Los Santos, que controla as áreas externas de San Andreas, uma paródia da Califórnia.